# White Lovers (Shiawase na toki)
WHITE LOVERS -Shiawase na toki- (jap. WHITE LOVERS -幸せなトキ-) – czterdziesty trzeci singel japońskiego artysty Gackta, wydany 19 grudnia 2012 roku. Limitowana edycja CD+DVD zawierała dodatkowo teledysk do utworu tytułowego. Singel osiągnął 7 pozycję w rankingu Oricon i pozostawał na liście przez 5 tygodni. Sprzedano 12 840 egzemplarzy.

## Lista utworów
| Nr | Tytuł                                                                             | Słowa | Kompozycja | Aranżacja | Czas |
| -- | --------------------------------------------------------------------------------- | ----- | ---------- | --------- | ---- |
| 1. | "WHITE LOVERS -Shiawase na Toki-" (jap. WHITE LOVERS -幸せなトキ-)                | GACKT | GACKT      | TAKUMI    |      |
| 2. | "ONE MORE KISS"                                                                   | GACKT | GACKT      | TAKUMI    |      |
| 3. | "WHITE LOVERS -Shiawase na Toki-" (jap. WHITE LOVERS -幸せなトキ-) (Instrumental) |       |            |           |      |
| 4. | "ONE MORE KISS" (Instrumental)                                                    |       |            |           |      |

## Notowania
| Lista                       | Pozycja |
| --------------------------- | ------- |
| Oricon Weekly Singles Chart | 7       |
| Billboard Japan Hot 100     | 11      |
| Billboard Hot Singles Sales | 7       |
| Billboard Hot Top Airplay   | 28      |